# 真山明大
真山明大（1988年1月31日—）日本男演員。宮城縣名取市人。身高175cm、體重55kg。隸屬於merrygoround（メリーゴーランド）事務所。

## 經歴
- 2004年，獲得第17回JUNON SUPER BOY審査員特別賞。
- 2006年，水漾青春電視劇初演。

## 人物
- 家族成員包括父、母、姐、兄。
- 擅長足球，高中時曾參加足球社，擔任邊鋒與前鋒。
- 興趣為音樂鑑賞。
- 喜歡的食物是咖哩、起士蛋糕。
- 討厭的食物是番茄。
- 喜歡的漫畫是Ultra Red。其次為、等JUMP系。

## 演出作品

### 電視劇
- 水漾青春（朝日電視台、2006年7月－9月）- 飾 間山
- 她的秘密花園（富士電視台、2007年1月－3月）- 飾 片岡航（高校生時代）第8-10話
- 真夜中のマーチ（WOWOW、2007年）- 飾 アキラ
- 美容少年Celebrity（東京電視台、2007年10月2日－12月25日）- 主演 景
- 3（日本電視台、2008年4月－6月）- 飾 原明大
- cafe吉祥寺（東京電視台、2008年9月29日－12月26日）- 飾 德美秀太
- （富士電視台、2009年1月－3月）- 飾 青山
- 靛青之夜（2010年1月 - 4月） - 飾演 樹
- 怪盜ハンサム（2011年7月29日、東海テレビ） - 飾演 白石塁

### 電影
- 情人鑰匙（2006年12月）
- 幸福的餐桌（2007年1月27日）
- The Short Movie＜Have Your Measure＞ - 主演 青木悠
- 裂口女2（2008年3月22日）
- 私の奴隷になりなさい 2012年11月3日

### 舞台劇
- 緝毒特搜班 switch（2007年9月20日－23日）- 飾 衛藤快
- （2009年2月26日－3月8日）- 飾 草摩由希

## 外部連結
- 官方網站